# Скрач
Скрач (на английски: Scratch) е визуален език за програмиране. Може да се използва напълно безплатно през десктоп или онлайн мултимедиен инструмент за разработка.

## Мисия
Използва се от ученици, учители, родители и деца като инструмент за лесно създаване на игри, помагайки на обучаващите се да бъдат по-добре подготвени да навлязат в света на компютърното програмиране.
Създавайки и споделяйки Скрач проектите си, младите хора развиват математически способности, творческо мислене, учат се да разсъждават систематично и да работят съвместно. Езикът Скрач намира много приложения, от математически и научни проекти, включително симулации и визуализации на експерименти, записване на лекции с анимирани презентации, до социални науки, анимирани истории, както и интерактивно изкуство и музика.
За да се програмира със Скрач не е необходима предварителна подготовка и познания по някакъв език за програмиране, тъй като езикът е в категорията на event-driven програмирането или език за визуално програмиране. Реално не се пише код, а програмата се създава с действията на този, който я пише, чрез множество активни обекти, наречени „спрайтове“ (sprites). Спрайтовете могат да бъдат векторни или битмап изображения, спрайтове, създадени от нулата чрез опростен редактор, част от Скрач платформата, или да бъдат импортирани от външни източници, включително и уебкамери.
Дизайнът е толкова опростен, че дори най-малките деца могат да събират прости конструкции, да сглобяват различни обекти, изпълняващи определени инструкции. С прости команди може да се оформи сложен модел, който да си взаимодейства с много предмети с различни свойства.
Скрач е създаден с финансовата подкрепа на Националната фондация за наука на САЩ (National Science Foundation), Microsoft, Intel Foundation, Nokia и собствени средства на MIT Media Lab.

## Произход на името
Името Скрач (Scratch) е свързано с техниката в музиката Скреч. Скреч е DJ или Диджей техника, която произвежда различни звуци, следствие на движението напред и назад на винилова плоча по една въртяща се посока от грамофона. Обикновено звукът в съчетан с насичането му и оформяне от DJ миксер.
Както в музиката, и тук се вземат различни парчета код (sprites), миксират се, комбинират се, свързват се по различни креативни начини и се създава нещо ново и интересно.
Мотото на Скрач е „Представи си, програмирай, споделяй“. Това мото е основен принцип при създаване на Скрач проект. На първо място трябва да имаш идея, да си я представиш и визуализираш, след това да я програмираш в Скрач и накрая да я споделиш със света.

## История

### Начало
Скрач първоначално е разработен като мрежово-базирана среда за програмиране с богато медийно съдържание, специално проектирана да помогне на деца, намиращи се в неравностойно положение и от малцинствени групи, като провокира у тях желание за развитие в сферата на информационните технологии и разработката на софтуер. Основани са компютърни клубове по програмата на MIT Media Lab – „Компютърен Клуб“, за деца на възраст между 8 и 18 години, в които те развиват интереса си към новите технологии.
В клубовете те се учат как да използват Скрач, за да създават проекти, свързани с дигиталните изкуства, като музика, създавана чрез сензори, следящи движенията на човек, видеоклипове със специални ефекти, създадени чрез програмируеми филтри и заснети чрез камера движения, роботи, снабдени с автоматизирани движения. Инфраструктурата на Скрач, съчетана с креативността на учениците, дава възможност да изразят себе си по един нов, кретивен и интересен начин, и да споделят творенията си със света, преодолявайки всякакви културни, езикови и религиозни граници.
Разбирането на ефективността и иновативността на технологиите чрез Скрач дава възможност на учениците да подобрят своето развитие в извънкласните занятия и е разширило възможностите на децата в неравностойно положение да се представят по-добре в обществото и да се развият като успешни личности, ставайки разработчици на софтуер, дизайнери, изобретатели.
Скрач е интерактивно разработен на базата на взаимодействието с младите хора. Използването на Скрач в извънкласни занимания е послужило като модел за създаване на компютърни клубове и центрове на други места, показващи как неформално и иновативно обучение може да подпомогне развитието на технологиите, като дава възможност на младите хора да проектират и създават проекти, които са значими за тях и техните общности.
MIT Media Lab и тяхната Lifelong Kindergarten детска група, водени от Мичъл Резник, и неговата консултантска компания Playful Invention Company, съосновна с Браян Силвърман и Паула Бонта разработват заедно първата десктоп версия на Скрач през 2003 г. От 2007 г. насам проектите създадени чрез Скрач могат да бъдат споделяни онлайн с други потребителим които да ги „миксират“ и променят.

### Скрач в България
Историята на Scratch в България датира от 2008 г. Оттогава насам са проведени редица обучения (за учащи и учители), курсове, конкурси, ежегодно се провежда и ден на Scratch в България. През 2008 г. е проведен за пръв път семинар по визуалното програмиране във Варненски свободен университет „Черноризец Храбър“. През 2015 година, по повод 1 юни – Деня на детето, СофтУни организира специален курс по „Визуално програмиране“ за деца. Обучението е първото в София и е специално подготвено за завършилите успешно учебната година ученици от първи и втори клас.
С приемането на учебните програми за трети клас от учебната 2018-2019 година се въвежда предмет компютърно моделиране с използване на визуално блоково програмиране.

### Обобщена хронология
- Първият уеб-базирана Скрач версия е създадена през 2005 г.
- Първата публична версия на Скрач е пусната през месец май 2007 г.
- Скрач 2.0 е пуснат през месец май 2013 г.
- През януари 2015 г. е регистриран петмилионният акаунт в сайта на Скрач
- Последна актуална версия: 3.25.0 (за Windows 10 64 bits)[6]

## Приложение
Езикът Скрач набира популярност в цял свят, като през 2015 г. платфорамата е преведена на 40 езика и се ползва всекидневно в класни и извънкласни занятия от много училища, клубове и обучителни центрове.
Скрач е много подходящ за въвеждащ в света на програмирането език, благодарение на неговата относителна лекота и възможност за лесната и бърза направа на интересни програми, както и заради възможността уменията, научени чрез Скрач, да могат да бъдат приложени към други основни програмни езици като Python, Java и C# (CSharp).
Скрач не е ограничен само в създаване на програми, реализиращи типични алгоритми. Като визуален език за програмиране позволява на програмисти да създават анимирани истории, например „The Pizza Dude“, „Haiku“, или „Gemclan“. По-големите ученици с интереси към фотографията, могат да се използват програмата „Photo Journalism“ създаден със Скрач, която запознава обучаващия се с основите на фотографията и фотожурналистиката. Учениците с интерес към математиката, могат да използват програмите „Lemonade Stand“, „Dino Odd and Even“, „Data Workshop“, или „Ellipserator“, които се фокусират основно върху геометрията.
Гъвкавостта на Скрач позволява на учителите да създават концептуални и визуални уроци, интерактивни и интересни лабораторни задачи. Скрач е много полезен инструмент за създаване на анимации, които помагат за визуализиране на трудни за разбиране без помощни средства концепции като развитието на една растителна клетка, воден цикъл, Термометъра на Галилей и много други. В рамките на социалните науки, учителите могат да създават викторини, игри и уроци, които стимулират ума, взаимодействат с ученика, представяйки му информацията по интересен и иновативен начин.
Използването на Скрач позволява на младите хора да разберат логиката на програмиране и как креативно да работят и да си сътрудничат един с друг. Скрач помага за създаване на „смислени и лесноразбираеми образователни проекти“, които дават възможност на учениците да развият практическите си умения и да прилагат теоретичните си знания в реална работеща среда.
Когато учениците създават Скрач-проекти, те получават умения за:
- Творческо мислене
- Комуникация
- Системен анализ
- Проектиране
- Непрекъснато обучение

## Потребителски интерфейс
В горната лява част на екрана се намира полето с резултатите Stage във Scratch 2, а в Scratch 3, горе вдясно. Те са представени с големи и малки изображения. В тази част се използват (x, y) координатите като (0, 0) е центърът на полето с резултатите. В долната дясна част на екрана Sprite list са представени всички Sprite изображения.
Има много начини за създаване на спрайтове и декори. Като начало потребителите могат да създадат ръчно свое собствено sprite изображение, чрез „Paint Editor“. Друг начин е потребителите да изберат готово изображение от Sprite библиотеката, където се намират предишните създадени от потребителя изображения; могат да се качват изображения от файл или чрез уеб камера.
След като се избере sprite изображение в долната дясна част на екрана, могат да бъдат приложени блокове от команди от Blocks Palette върху изображението като се използва влачене и пускане в централната част на екрана Scripts Area, където се съдържат всички скриптове асоциирани с дадения спрайт. В менюто Scripts (Сценарий), се намират различни блокове като Движение, Контрол, Сетива, Звук и др. Всеки блок може да бъде тестван при различни условия и параметри.
| Категория | Категория         | Описание |  | Категория                 | Категория                                                                                                   | Описание                                                            |
| --------- | ----------------- | --- |  | ------------------------- | --- | ------------------------------------------------------------------- |
|           | Движение (Motion) | Премества и променя ъглите на спрайт.                                                                                   |  |                           | Събития (Events)                                                                                            | Съдържа хендлъри за събития поставени върху всяка група от блокове. |
|           | Външност (Looks)  | Промяна на облика на спрайт, размерите му и смяна на декора.                                                            |  | Контрол (Control)         | Условни изрази if-else, „forever“, „repeat“ и „stop“.                                                       |                                                                     |
|           | Звук (Sound)      | Пуска аудио файлове и програмируема звукова последователност.                                                           |  | Сетива (Sensing)          | Спрайтовете могат да взаимодействат с околностите създадени от потребителя.                                 |                                                                     |
|           | Молив (Pen)       | Рисуване с помощта на молив (дебелина, цвят и сянка). В най-скорошните версии се добавя като допълнително меню блокове. |  | Оператори (Operators)     | Математически оператори, генератор на случайни числа, (И, ИЛИ) условия за сравнение на позициите на спрайт. |                                                                     |
|           | Данни (Data)      | Използване и дефиниция на променливи.                                                                                   |  | Още блокове (More Blocks) | Създаване на блокове и управление на външни устройства.                                                     |                                                                     |

До Scripts менюто се намират и Costumes (Костюми), където потребителят може да променя вида на спрайт, за да създаде различни ефекти, анимации. Следва Sounds (Звуци) менюто, където могат да се вмъкват музика и звуци към спрайт.

## Скрач проекти
- "The Pizza Dude", ремиксиран от xXMikeyPXx, 17 октомври 2007 г.
- "Photo Journalism", ремиксиран от journogeek, 9 юли 2008 г.
- "Dino Odd and Even", създаден от Marg68, 26 февруари 2008 г.
- "Square Roots! Calculator", създаден от Technology-Pro-101, 28 юли 2015 г.
- "Dance", създаен от ivanstst „Team Bohr“, 17 ноември 2015 г.